# Osmunda totta
Osmunda totta là một loài dương xỉ trong họ Osmundaceae. Loài này được Sw. mô tả khoa học đầu tiên năm 1800.
Danh pháp khoa học của loài này chưa được làm sáng tỏ. 